# Johanan
Johanan (Hebreo יוֹחָנָן Yôḥānān), hijo de Joiada, fue el quinto sumo sacerdote después de la reconstrucción del templo de Jerusalén por los judíos, quienes habían regresado de la cautividad babilónica. Se estima que ejerció el cargo en el periodo c. 410-371 a. C., siendo sucedido por su hijo Jadúa. Johanan aparece en Nehemías 12:11/22, aunque la Biblia no da ningún detalle sobre su vida. Johanan vivió durante los reinados de los reyes Darío II de Persia y de su hijo Artajerjes II, cuyo imperio incluyó a Judá como provincia.

## Asesinato en el Templo
Flavio Josefo señala que el hermano de Johanan, Jesús fue el designado para el alto sacerdocio por Bagoses, general de Artajerjes. Jesús disputó con Johanan en el templo matando Johanan a Jesús. Bagoses, al saber que Johanan había asesinado a Jesús en el templo, dijo de él "Has tenido el descaro de perpetrar el asesinato en el templo." Bagoses tenía prohibida la entrada en el templo, pero entró de todos modos, diciendo "¿No soy yo más puro que él, que ha asesinado en el templo?" Bagoses no había visto nunca un crimen tan salvaje, e impuso un tributo a los judíos. El resto de su mandato como sumo sacerdote queda en el misterio. Su hijo Jadúa, finalmente ocupó el cargo cuando Johanan murió, como brevemente menciona Josefo.

## Arqueología

### Carta de los Papiros elefantinos
Entre los Papiros elefantinos, una colección de manuscritos hebreos del siglo V a. C., pertenecientes a la comunidad judía de Elefantina en Egipto, se encontró una carta donde se menciona a Johanan. La carta está fechada el "20 de Marshewan, año 17 del rey Darío II", que corresponde a 407 a. C.  Está dirigido a Bagoas, el gobernador de Judá, y es una petición para la reconstrucción de un templo judío en Elefantina, que había sido destruido por egipcios paganos.

## Nombre
Hay controversia sobre su nombre real. Neh 12:11 le registra como Jonathan, mientras 12:22 menciona al sucesor de Joiada como Johanan. Josefo también le registra como Johanan (Juan).
Algunos han explicado la divergencia sobre la base de que "Jonathan" sea una errata de algún copista posterior.